# Замошье (Барановичский район)
Замо́шье (бел. Замошша) — деревня в Барановичском районе Брестской области Белоруссии. Входит в состав Малаховецкого сельсовета. Население — 40 человек (2019).

## География
Расположена в 13 км к юго-юго-западу от центра Барановичей. Граничит с запада с центром сельсовета, агрогородком Мирный. К западу от деревни протекает река Мышанка, по которой проходит граница с деревнями Малаховцы и Ястрембель.

## История
Деревня обозначена на топографической карте Минской губернии 1846 года.
По переписи 1897 года — деревня Ястрембельской волости Новогрудского уезда Минской губернии, 22 двора. В 1909 году — 24 двора.
С 1921 года — в гмине Ястрембель Барановичского повета Новогрудского воеводства Польши. По переписи 1921 года в деревне числилось 20 жилых зданий, в которых проживало 105 человек (49 мужчин, 56 женщин), из них 86 белорусов и 19 поляков (по вероисповеданию — 19 римских католиков и 86 православных).
С 1939 года в составе БССР. С 15 января 1940 года в Новомышском районе Барановичской, с 8 января 1954 года Брестской области, с 8 апреля 1957 года в Барановичском районе.
С конца июня 1941 по июль 1944 года была оккупирована немецко-фашистскими захватчиками. На фронтах войны погибли четыре сельчанина.
До недавнего времени действовал магазин.

## Население
На 1 января 2023 года в деревне проживал 31 человек в 15 хозяйствах, в том числе 4 моложе трудоспособного возраста, 18 в трудоспособном возрасте и 9 старше трудоспособного возраста.
| Численность населения (по переписи) | Численность населения (по переписи) | Численность населения (по переписи) | Численность населения (по переписи) | Численность населения (по переписи) | Численность населения (по переписи) | Численность населения (по переписи) | Численность населения (по переписи) |
| 1897                                | 1909                                | 1921                                | 1939                                | 1959                                | 1999                                | 2009                                | 2019                                |
| ----------------------------------- | ----------------------------------- | ----------------------------------- | ----------------------------------- | ----------------------------------- | ----------------------------------- | ----------------------------------- | ----------------------------------- |
| 135                                 | ↗153                                | ↘105                                | ↗148                                | ↘101                                | ↘58                                 | ↘43                                 | ↘40                                 |

## Достопримечательности
- Усадьба Вольских (не сохранилась).